# Giovanni Battista Borzone
Giovanni Battista Borzone (Genova, ... – Genova, 1657) è stato un pittore italiano.

## Biografia

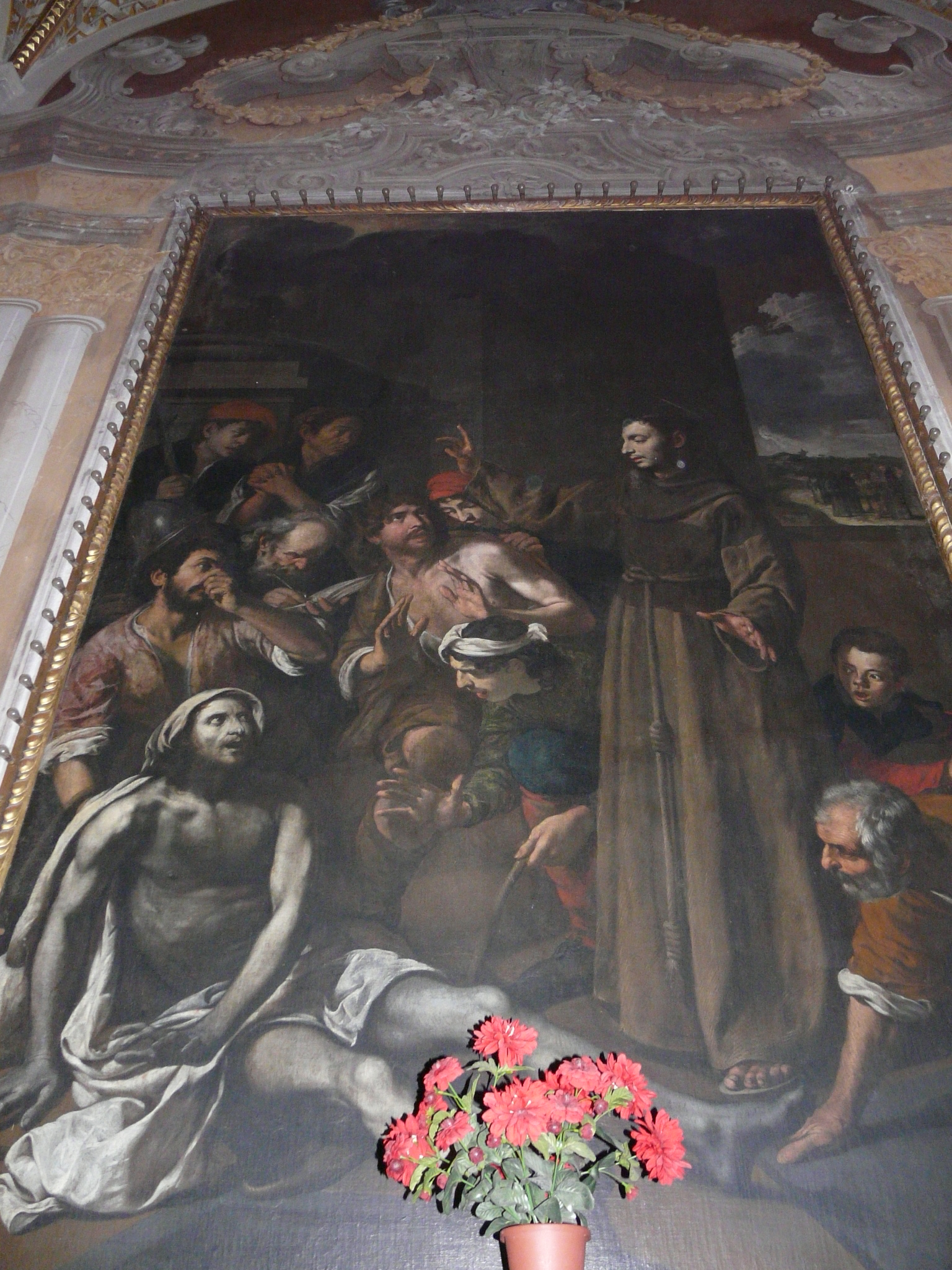
Sant'Antonio risuscita un morto, dipinto attribuito al Borzone.

Giovanni Battista era figlio ed allievo di Luciano Borzone e fratello maggiore di Francesco e Carlo, tutti pittori.
Si distinse come ritrattista, al pari del padre e del fratello Carlo.
Probabilmente completò l'ultima opera del padre, il Presepe, conservata nella cappella della Madonna degli Angeli della basilica della Santissima Annunziata del Vastato in Genova.
Morì nel 1657, prima dell'epidemia di peste che spopolò la città di Genova ed uccise il fratello Carlo.

## Opere
- Sant'Antonio risuscita un morto, attribuzione, chiesa di San Francesco, Rapallo.[3]
- Presepe, con Luciano Borzone, Basilica della Santissima Annunziata del Vastato, Genova.[1]
- Gonfalone, Harrach'sche Gemälde Galerie, Vienna.[1]